# Amunarrizqueta
Amunarrizqueta (Munarrizketa en euskera) es un localidad española de la Comunidad Foral de Navarra perteneciente al municipio de Leoz. Está situado en la Merindad de Olite. Su población en 2014 fue de 8 habitantes (INE).

## Topónimo
El topónimo es de origen dudoso, aunque seguramente procede del euskera. Puede venir de Amunarrizkutia, donde -gutia equivale a ‘pequeño', y significaría ‘Amunarriz la pequeña'.
En documentación antigua parece como Monarisgutiam (Monarisqutia) (1172, NEN), Munarizqueta (1268, 1280, 1366, NEN), Munarizquita (1137, NEN) y Munarrizqueta (1171, 1264, 1280, 1591, NEN).

## Geografía física
Está a orillas del río Leoz, junto a la carretera NA-5100.

## Arte
Iglesia de San Bartolomé, de los siglos XII y XIII, en estado de ruina.